# 로아레성

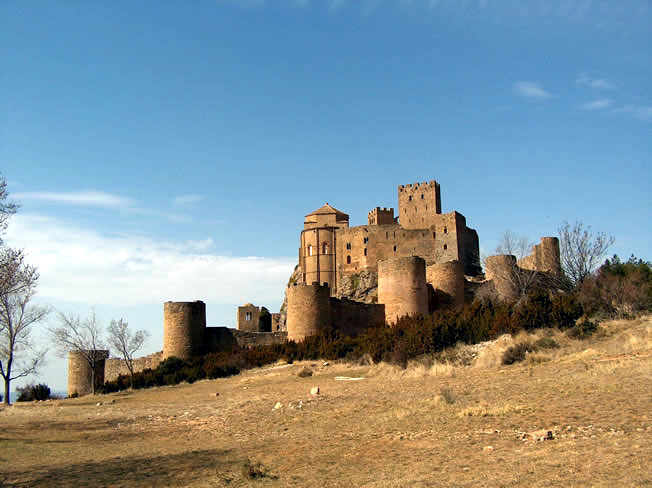
로아레 성

로아레성(스페인어: Castillo de Loarre, 아라곤어: Castiello de Lobarre)은 스페인 아라곤 지방 우에스카 주 로아레에 있는 로마네스크 양식의 성이다.